# Robert Irwin (homme politique canadien)
Pour les articles homonymes, voir Irwin et Robert Irwin.
Robert Irwin, né le 17 janvier 1865 à Shelburne et mort le 16 mai 1941 à Shelburne, est un homme politique canadien.
Il représente le comté de Shelburne à l'Assemblée législative de la Nouvelle-Écosse de 1906 à 1925 en tant que membre du Parti libéral. Il est le 17e lieutenant-gouverneur de la province de Nouvelle-Écosse de 1937 à 1940.